# Eberhard von Neisse

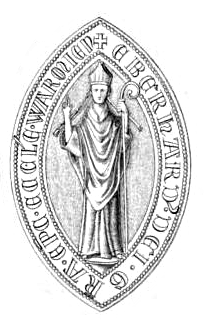

Eberhard von Neisse (* um 1250 in Neisse, Herzogtum Schlesien; † 25. Mai 1326 in Heilsberg) war Bischof von Ermland.

## Leben
Eberhard entstammte einer bürgerlichen Familie aus Neisse. Sein Neffe Johann († 1345) war Dompropst von Ermland. Es ist nicht bekannt, wann Eberhard zum Priester geweiht und Dompropst von Ermland wurde. Seit 1284 war er jedenfalls Notar des dortigen Bischofs Heinrich I. Fleming. Von 1287 bis 1301 war er Pfarrer von Braunsberg und seit 1288 Domherr und ein Jahr später Domkantor von Ermland. 1290 ist er bei einer Landverschreibung im Gebiet von Mehlsack belegt.
Nach dem Tod des Bischofs Heinrich Fleming am 15. Juli 1300 wurde Eberhard von Neisse zu dessen Nachfolger gewählt. Da das Bistum Ermland ein Suffragan des Erzbistums Riga war, bestätigte das Rigaer Domkapitel die Wahl und erteilte ihm zugleich die Genehmigung, sich von einem Bischof seiner Wahl weihen zu lassen. Obwohl der seit 1300 amtierende Rigaer Erzbischof Isarnus von Fontiano im März 1302 gegen die vom Domkapitel erteilte Bestätigung protestierte, hatte er damit keinen Erfolg, jedenfalls erfolgte keine erneute Bestätigung.
Eberhard setzte sich für die Kolonisation seines Bistums mit Siedlern aus Neisse ein. Dabei wurde er von seinem Bruder Arnold unterstützt. Ansiedlungen erfolgten 1308 in Heilsberg, 1310 in Frauenburg, 1312 in Mehlsack, 1316 in Wormditt und 1325 in Guttstadt. Diesen Städten verlieh er entsprechende Lokationsurkunden.
Bischof Eberhard starb am 25. Mai 1326 in Heilsberg. Sein Leichnam wurde im Frauenburger Dom beigesetzt. 